# Stellite
Stellite è il nome commerciale di una lega cobalto-cromo, brevettata dalla Deloro Stellite Company, ora Kennametal Stellite.
Con il termine stellite sono denominate specificatamente le leghe di cobalto resistenti all'usura.

## Storia

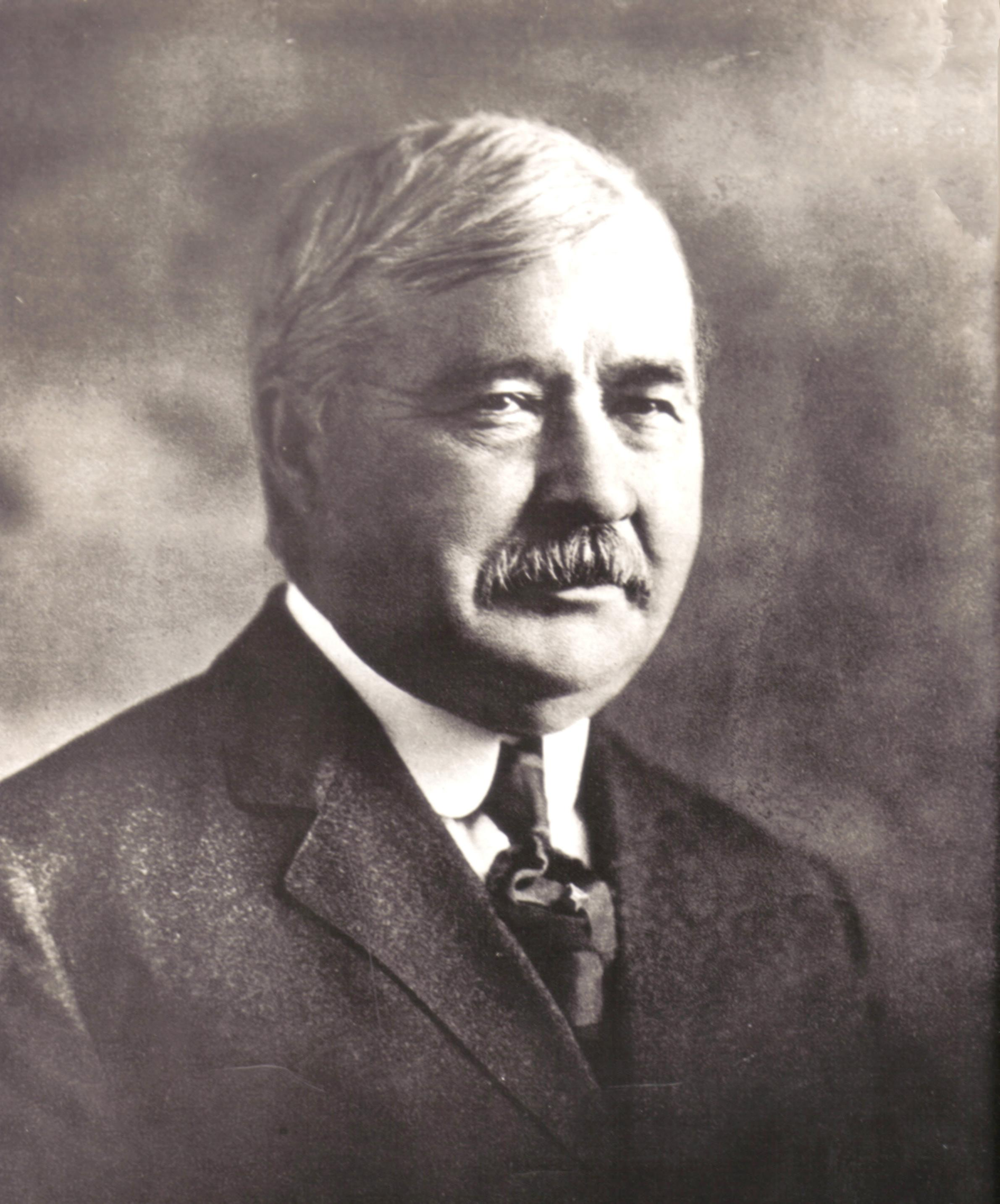
Elwood Haynes

La stellite fu inventata da Elwood Haynes, un inventore americano nonché esperto di metallurgia, nel 1906.
Haynes scoprì l'elevata resistenza meccanica, alla corrosione e all'usura del sistema binario cobalto-cromo nonché l'effetto rinforzante apportato alla lega da elementi come il tungsteno e il molibdeno.
Successivamente nel 1912 Haynes fondò a Kokomo la Haynes Stellite Company.

## Composizione chimica e tipologie
Le leghe di cobalto e cromo vengono indurite essenzialmente per soluzione solida e per precipitazione e di conseguenza la loro composizione chimica prevede la presenza di altri elementi, oltre al cobalto e cromo, quali carbonio, ferro, nichel, silicio, manganese. Alla lega cobalto-cromo vengono aggiunte anche percentuali di molibdeno e tungsteno.
Gli elementi di lega conferiscono al cobalto le seguenti caratteristiche:
- cromo: conferisce la resistenza all'ossidazione e provvede all'indurimento per soluzione solida e per precipitazione di carburi;
- tungsteno: conferisce soprattutto indurimento per soluzione solida;
- molibdeno: conferisce l'indurimento per soluzione solida  e riduce il consumo di cromo nei carburi con aumento delle  proprietà di resistenza a corrosione (Stellite 21).

Ne esistono diverse versioni che si differenziano per la tipologia e la percentuale degli elementi di lega aggiunti al Co metallico di base. Le varianti più note sono Stellite grado 1, 6, 12 e 21 che presentano le seguenti percentuali medie di elementi principali di lega oltre al metallo base (Co): 
| grado       | Cr | W    | C    | Fe | Mo  | Altro    |
| ----------- | -- | ---- | ---- | -- | --- | -------- |
| Stellite 1  | 31 | 12,5 | 2,4  | 3  | 1   | Ni,Si,Mn |
| Stellite 6  | 28 | 4,5  | 1,2  | 3  | 1   | Ni,Si,Mn |
| Stellite 12 | 30 | 8,3  | 1,4  | 3  | 1   | Ni,Si,Mn |
| Stellite 21 | 28 | -    | 0,25 | 1  | 5,5 | Ni,Si,Mn |

## Proprietà
La stellite presenta una durezza relativamente alta, (leghe resistenti ad usura), notevole tenacità e un'elevata resistenza alle alte temperature; inoltre è resistente alla corrosione e non ha proprietà magnetiche.
Le principali proprietà meccaniche della stellite sono:
| grado       | durezza (HRC) | Sy(MPa) | SU(MPa) | εU(%) | εT(ppm) |
| ----------- | ------------- | ------- | ------- | ----- | ------- |
| Stellite 1  | 55            | -       | 618     | <1    | 12,5    |
| Stellite 6  | 40            | 541     | 896     | 1     | 14,2    |
| Stellite 12 | 48            | 649     | 834     | <1    | 13,3    |
| Stellite 21 | 32            | 494     | 694     | 9     | 13      |

dove:
- Sy è la resistenza a snervamento;
- SU è la resistenza a rottura;
- εU è l'allungamento a rottura;
- εT è l'espansione termica da 20 a 500 °C.

Dalla tabella si evince che maggiore è il tenore di tungsteno, maggiore è la durezza della stellite.

## Produzione
Il processo di fabbricazione è simile a quello dell'acciaio.
Si può ottenere sotto forma di barre o vergelle o di bacchette come riporto antiusura nei processi di saldatura. In saldatura si usa anche in polvere, sempre come riporto antiusura.

## Applicazioni
Grazie alle sue proprietà la stellite viene usata quando le condizioni di utilizzo sono molto severe.
Le applicazioni principali di queste leghe sono:
- ricoprimenti saldati di sedi di valvole (motori a combustione interna alternativi, impianti di potenza, impianti chimici, valvole a farfalla a tenuta metallica, ecc.);
- ricoprimenti saldati per utensili;
- Inserti ad usura per matrici d'estrusione leghe non ferrose;
- protezioni anti-erosione per turbine a vapore;
- ricoprimenti di cuscinetti per timoni;
- in campo aeronautico per la realizzazione di palette per turbine e rotori;
- utensili per l'industria tessile;
- barre professionali per motoseghe;
- canne per mitragliatrici pesanti;
- realizzazione di "stent" per uso medicale, applicabile negli interventi di angioplastica coronarica, permettendo la realizzazione di "stent" più flessibili ed adattabili alle conformazioni delle coronarie tortuose.[3]

Si possono anche realizzare taglienti per utensili dalle proprietà intermedie tra gli acciai rapidi e i carburi cementati: più resistenti dei primi all'usura alle alte temperature, più tenaci dei secondi.